# EMI音樂出版
EMI音樂出版（英語：EMI Music Publishing）是一家總部設在英國倫敦的跨國音樂出版社，由索尼/聯合電視音樂出版拥有，是這個全球最大音樂出版集團的一個部分。

## 歷史
EMI在1958年進軍音樂出版行業，成立阿德莫爾及比奇伍德，即EMI音樂出版的前身。EMI在1969年以120萬美元及70,000股普通股收購基斯普勞斯音樂，大幅擴大他們在音樂出版方面的業務，又在1973年以875萬美元收購聯合音樂出版社。
EMI在1974年把其音樂出版業務更名為EMI音樂出版。1976年，EMI音樂出版從哥倫比亞電影公司收購幕寶及克金斯的庫藏，成為電影音樂的主要出版商。
2011年5月，EMI音樂出版從美國作曲家、作家和發行商協會手裡得到約200,000首歌曲的機械及同步版權。
2011年11月，索尼/聯合電視音樂出版領導的財團（包括美國索尼、邁克爾·傑克遜遺產管理委員會、穆巴達拉發展公司、晉瑋金融有限公司、黑石集團旗下的GSO資本及大衛·葛芬）作價22億美元收購花旗集團的EMI音樂出版，有關收購在2012年4月獲得歐洲聯盟委員會的接納，但條件是收購方要放棄英國著名音樂、歐洲維京、英國維京音樂出版及美國維京四個音樂目錄及12位當代音樂作家的作品，包括致命情人、蓋瑞·巴洛、本·哈珀、初哥樂隊、藍尼·克羅維茲、奧齊·奧斯本、安慰劑及羅比·威廉斯。上述的音樂目錄統稱為「羅塞塔」，在2012年12月被BMG 音樂版權管理公司收購。在得到美國反壟斷當局的批准之下，索尼/聯合電視音樂出版財團的收購得以在2012年6月完成。
2018年5月，索尼/聯合電視音樂出版将其在EMI音樂出版的股份增加至90%，邁克爾·傑克遜遺產管理委員會拥有其余10%。2018年7月，索尼以2.875亿美元收购了邁克爾·傑克遜遺產管理委員會所拥有的股份。2018年11月，索尼完成收购，EMI音樂出版将完全合并进索尼/聯合電視音樂出版。

## 營運
EMI音樂出版管理超過130萬首歌曲的版權，包括鼠來寶、蒂莫·馬斯、龍之樂隊、麥加帝斯、黑眼豆豆、街區派對、我的另類羅曼史、艾維奇、夸拉雷希、七級煉獄、滑結樂團、工藝大師及尚恩·保羅的曲庫。

## 獎項
EMI音樂出版曾經連續超過十年奪得《音樂一週》年度最佳出版社獎。在2009年，這個獎項首次由EMI音樂出版及環球音樂出版集團共同獲得。

### 註腳
1. 1 2  . Billboard. 1 September 1973  [25 July 2015]. （原始内容存档于2016-03-04） （英语）.
2. 1 2  . Billboard. 26 November 2011  [25 July 2015]. （原始内容存档于2016-03-04） （英语）.
3. ↑  Christman, Ed. . Hollywood Reporter. 4 May 2011  [25 July 2015]. （原始内容存档于2013-06-05） （英语）.
4. ↑  Sisario, Ben. . The New York Times. 17 April 2012  [25 July 2015]. （原始内容存档于2013-04-13） （英语）.
5. ↑  Sisario, Ben. . New York Times. 11 November 2011  [26 July 2015]. （原始内容存档于2015-04-02） （英语）.
6. ↑  Pham, Alex. . Los Angeles Times. 12 November 2011  [26 July 2015]. （原始内容存档于2015-05-16） （英语）.
7. ↑  Wueller（2013年），第589页
8. ↑  Roxborough, Scott. . Hollywood Reporter. 21 December 2012  [26 July 2015]. （原始内容存档于2018-06-14） （英语）.
9. ↑  Christman, Ed. . Billboard. 29 June 2012  [26 July 2015]. （原始内容存档于2013-05-09） （英语）.
10. ↑  cstutz. . Billboard. 2018-05-21  [2019-01-30]. （原始内容存档于2018-05-24）.
11. ↑  lars.brandle. . Billboard. 2018-07-31  [2019-01-30]. （原始内容存档于2018-12-10）.
12. ↑  marc.schneider. . Billboard. 2018-11-14  [2019-01-30]. （原始内容存档于2018-12-25）.
13. ↑  Shaw, Lucas; Sakoui, Anousha. . Bloomberg. 11 January 2015  [27 July 2015]. （原始内容存档于2015-07-30） （英语）.